# Pirometría
Se llama pirometría al arte de medir las variaciones producidas por la acción del fuego en los cuerpos sólidos o en otro concepto para medir las más elevadas temperaturas. 
Se ha logrado medir temperaturas muy altas por el empleo del método de temperaturas ópticas. Este método no es sino el perfeccionamiento del procedimiento usual en la industria que consiste en apreciar las altas temperaturas por los colores rojo oscuro, rojo cereza, rojo blanco, etc. que toman los cuerpos incandescentes, cambios de color a que corresponden sendas variaciones de constitución en los espectros respectivos.
En virtud del principio de que la relación entre las intensidades de dos radiaciones determinadas depende únicamente de la temperatura, basta comparar fotométriacamente la intensidad de las radiaciones emitidas por el cuerpo cuya temperatura se quiere averiguar con las radiaciones del mismo color emitida por una lámpara-moderador, tomada como unidad para poder representar aquellas con su número.